# Heinz Georg Linke
Heinz Georg Linke (Großschönau, 13 december 1922 – Bad Säckingen, 4 juli 1991) was een Duits componist, muziekpedagoog en dirigent.

## Levensloop
Linke studeerde aan de Hochschule für Musik Carl Maria von Weber Dresden in Dresden en werd vervolgens militaire muzikant. In 1947 behaalde hij zijn diploma's. Daarna was hij dirigent van de orkesten aan de theaters in Schwerin en in Weimar. In 1960 vertrok hij naar Bad Säckingen en werd daar dirigent van de Stadtmusik Bad Säckingen. In 1988 ging hij met pensioen.
Naast zijn werkzaamheden als dirigent en muziekpedagoog heeft hij ook een aantal werken gecomponeerd. 

## Composities

### Werken voor harmonieorkest
- 1978 Festruf, voor 3 trompetten en harmonieorkest - opgedragen aan de stad Bad Säckingen ter gelegenheid van de 1100-jaar viering
- 1988 Bad Säckinger Marsch
- 1990 Intrade jubiloso - feierliche Eröffnungsmusik
- 1992 Hochrheingrüsse, mars
- Feierliches Vorspiel in Es majeur

### Kamermuziek
- 1982 Hans Thoma-Fanfare, voor 4 trompetten, pauken en bekkens - officiële openingsmuziek voor het jaarlijks plaatsvindende "Hans-Thoma-dag" in Bernau[2]